# Melanophryniscus klappenbachi
Melanophryniscus klappenbachi é uma espécie de anfíbio da família Bufonidae. Pode ser encontrada na Argentina, Paraguai e Brasil.